# Gustaf Elander (läkare)
Gustaf Harald Elander, född 1 april 1882 i Lommaryds församling, Jönköpings län, död 20 september 1964, var en svensk psykiater.
Elander blev medicine kandidat vid Uppsala universitet] 1907 och medicine licentiat vid Karolinska Institutet i Stockholm 1911. Han innehade marinläkarstipendium 1910, var marinläkare av första graden 1916–37, amanuens vid Stockholms hospital (Konradsberg) 1911, biträdande läkare vid Långbro sjukhus samma år, hospitalsläkare vid Stockholms hospital 1912–30 samt överläkare vid och chef för Sankt Lars sjukhus i Lund 1930–47.
Elander var läkaramanuens i Medicinalstyrelsen 1916–21, medicinalrådsassistent 1922–30, läkare och föreståndare för hjälpbyrån för psykiskt sjuka i Stockholm 1924–30, läkare vid Stockholms stads familjevårdskoloni för psykiskt sjuka 1924–30 och sekreterare i Svenska psykiatriska föreningen 1922–27. 